# Výsluní
Výsluní – miasto w Czechach, w kraju usteckim, w powiecie Chomutov.
Według danych z 1 stycznia 2024, liczba mieszkańców miasta wynosi 286 osób (4135. miejsce w kraju wśród miejscowości; 605. miejsce wśród miast).

## Demografia
| Rok             | 2008 | 2016 | 2024 |
| --------------- | ---- | ---- | ---- |
| Liczba ludności | 224  | 380  | 286  |